# La Paloma (film, 1974)
Pour plus de détails, voir Fiche technique et Distribution.
La Paloma est un film franco-suisse réalisé par Daniel Schmid et sorti en 1974.

## Fiche technique
- Titre : La Paloma
- Autre titre : Le Temps d'un regard
- Réalisation : Daniel Schmid
- Scénario :  Daniel Schmid
- Photographie : Renato Berta
- Son : Luc Yersin
- Musique : Gottfried Hüngsberg
- Montage : Ila von Hasperg
- Production : Artco Film - Citel Films - Les Films du losange
- Pays de production :  France,  Suisse
- Durée : 110 minutes
- Date de sortie : 
  - France : 28 août 1974

## Distribution
- Ingrid Caven : Viola Schlumpf, dite La Paloma
- Peter Kern : Isidor Palewski
- Peter Chatel : Raoul
- Bulle Ogier : la comtesse Palewski
- Pierre Edernac : le magicien
- Barbet Schroeder : l'évêque
- Jérôme Nicolin : la force de l'imagination

## Sélections
- 1974 : Semaine de la critique au Festival de Cannes [1]
- 2010 : Festival international du film fantastique de Neuchâtel[2]